# Daniela (football)
Daniela Alves Lima, née le 12 janvier 1984 à São Paulo, communément connue sous le nom de Daniela, est une joueuse de football brésilienne qui a joué pour des clubs professionnels au Brésil, en Suède et aux États-Unis. En tant que joueuse de l'équipe nationale féminine de football du Brésil, elle a participé à deux Coupes du monde et à trois Jeux olympiques.
Daniela est une milieu de terrain centrale réputée pour ses puissants tirs à longue distance.

## Biographie

### Carrière en club
Daniela joue pendant quatre saisons dans la section féminine du club de São Paulo Portuguesa, elle signe ensuite avec San Diego Spirit (en) en Women's United Soccer Association (WUSA). Ayant 19 ans le mois précédant son transfert en février 2003, Daniela devient la plus jeune joueuse de la WUSA. Elle joue 17 matchs en 2003 et effectue trois passes décisives. Lorsque la WUSA s'effondre à la fin de la saison, Daniela déménage en Europe et signe pour le Kopparbergs/Göteborg FC en Damallsvenskan. Elle dispute trois matches de championnat et marque un but lors d'une saison 2004 marquée par une blessure.
En 2005, Daniela retourne aux États-Unis et joue quatre matchs pour Hampton Roads Piranhas (en) en W-League semie-professionnelle. Elle termine la saison 2005 en jouant en Women's Premier Soccer League (WPSL) avec Bay State Select (en), avec qui elle marque sept buts en 10 matchs. Elle reste l'équipe en 2006 puis retourne par la suite au Brésil avec Saad Esporte Clube. Lors de la première édition en 2007 de la Coupe du Brésil féminine de football, Daniela est nommée joueuse du tournoi et est la meilleure buteuse avec 14 buts, son équipe remporte également la compétition.
Le club suédois Linköpings FC engage Daniela et sa coéquipière brésilienne Cristiane pour la saison 2008 de Damallsvenskan. Après sa signature, Daniela souligne qu'elle s'est améliorée en tant que joueuse depuis sa malheureuse expérience à Göteborg en 2004. Elle dispute les 22 matches de championnat de Linköpings et marque six buts. Son équipe termine deuxième derrière Umeå IK.
La Women's Professional Soccer (WPS), une nouvelle ligue professionnelle aux États-Unis, inscrit Daniela dans son premier draft international. Elle est sélectionnée comme premier choix par Saint Louis Athletica et rejoint l'équipe pour sa saison 2009.
Lors du quatrième match d'Athletica contre Washington Freedom, Daniela marque les deux premiers buts du club de la saison dans un match agité et controversé finissant sur un score nul de 3–3. Pendant le match, une faute d'Abby Wambach, qualifiée de "vicieuse" et "imprudente", blesse Daniela, qui sort du terrain avec un tibia cassé et des ligaments du genou déchirés. Abby Wambach reçoit un carton jaune pour le tacle et est ensuite suspendue d'un match par la commission disciplinaire de la ligue. Le médecin de Saint Louis Athletica déclare que les blessures pourraient exclure Daniela "indéfiniment" des terrains de football.
Elle fait un retour avec Hampton Road Piranhas en W-League en 2010, mais ne joue que 18 minutes d'un match. Ses anciennes blessures entraînent la retraite anticipée de Daniela du football. Elle revient à São Paulo et devient propriétaire d'une boucherie.

### Carrière internationales
Le Brésil veut inclure Daniela dans son équipe pour la Coupe du monde féminine de 1999, mais à l'âge de 15 ans, elle n'est pas éligible pour participer. Au lieu de cela, elle fait ses débuts lors du match suivant, une défaite en match amical contre les États-Unis. Le Brésil inexpérimenté perd 6-0 contre les champions du monde au Mile High Stadium de Denver le 26 septembre 1999.
À 16 ans, Daniela fait partie de l'équipe du Brésil qui participe aux Jeux olympiques de Sydney en 2000, et la sélection termine à la quatrième place. Elle est capitaine de l'équipe brésilienne des moins de 19 ans à la Coupe du monde U-19 de 2002, elle marque trois buts et son équipe atteint la demi-finale. Avant la Coupe du monde de 2003, Daniela rejoint l'équipe senior du Brésil. Lors du tournoi, elle performe bien et marque un but contre les championnes olympiques norvégiennes. La Suède bat le Brésil 2-1 en quart de finale.
Daniela et le Brésil récoltent des médailles d'argent aux éditions 2004 et 2008 des Jeux olympiques. Lors de la Coupe du monde de 2007 en Chine, le Brésil bat 4-0 les États-Unis en demi-finale, mais perd 2-0 contre l'Allemagne en finale. Daniela et ses coéquipières Marta, Cristiane et Rosana sont surnommées "les quatre fantastiques".